# Aspach (Haut-Rhin)
Aspach (elsässisch Aaschpi) ist eine französische Gemeinde mit 1141 Einwohnern (Stand 1. Januar 2022) im Département Haut-Rhin in der Region Grand Est. Sie gehört zum Arrondissement Altkirch und zum Gemeindeverband Sundgau.

## Name
Der Ort wird 1307 erstmals urkundlich erwähnt. Der Name leitet sich vom althochdeutsch aspa für „Espe“ und dem Hydronym -ach ab. Eine alternative Erklärung geht von der Weiternutzung der römischen Mineralquellen aus und setzt die Grundform *Asacum an, einer Zusammensetzung von indogermanisch *as- für 'Quelle' und dem Suffix -acum. Später sei die daraus resultierende Endung -ach zu -bach uminterpretiert worden.

## Geografie
Die Gemeinde liegt im Sundgau, zwei Kilometer nördlich von Altkirch. Aspach liegt im Tal des Zipfelgrabenbaches, in den beim Dorf das Hasselbächle einmündet. Der Dorfbach erreicht, im untersten Lauf verdolt, bei Altkirch die Ill. Auf der Gemarkung befindet sich eine Kalziumsulfatquelle, bei der ein 1525 oder 1632 abgebranntes Badhaus stand.

## Bevölkerungsentwicklung
| Jahr      | 1962 | 1968 | 1975 | 1982 | 1990 | 1999 | 2007 | 2014 | 2020 |
| --------- | ---- | ---- | ---- | ---- | ---- | ---- | ---- | ---- | ---- |
| Einwohner | 548  | 568  | 629  | 758  | 887  | 981  | 1141 | 1143 | 1127 |

## Bauwerke
Pfarrkirche Sankt Laurentius
Von der mittelalterlichen Kirche ist der ehemalige Chorturm erhalten. Der Chorraum mit Kreuzrippengewölbe und datiertem Schlussstein (1502) ist heute Sakristei. Das Schiff von 1829. Im ehemaligen Chor ein spätgotischer Sakramentsschrein mit reichem Gesprenge. Innenausstattung aus der ersten Hälfte des 19. Jahrhunderts. Aspach ist seit 1814 eigenständige Pfarrei.
Littenkapelle
Der Name der Littenkapelle entstand aus dem elsässischen Armi Litt (für arme Leute), womit die Aussätzigen bezeichnet wurden. Im Mittelalter kam über die zurückkehrenden Kreuzfahrer die Lepra, die sich hier weit verbreitete. Die Aussätzigen wurden von der Bevölkerung abgelehnt und isoliert.
Nach mündlicher Überlieferung wurde eine Lepra-Kolonie am südwestlichen Rand des Waldes angelegt, etwa einen Kilometer vom Dorf Aspach entfernt. An der Stelle der ehemaligen Lepra-Kolonie befindet sich heute die Littenkapelle. Auslöser dafür war eine von einem Erkrankten geschnitzte Statue der Jungfrau Maria, die an einer großen alten Buche hing. Während der Französischen Revolution wurde die Statue in einem Fass in Aspach versteckt. Im Jahr 1862 erhielt sie einen Ehrenplatz in der neu errichteten Kapelle. Die Buche an der Kapelle wurde 1900 gefällt und soll 32 Kubikmeter Holz ergeben haben.
Im Jahr 1915 wurden die Einwohner von Aspach wegen der Kriegshandlungen des Ersten Weltkrieges evakuiert. Eine Familie versteckte die Statue für 3 Jahre in Geispitzen.
1984 wurde die Kapelle von Freiwilligen aus dem Dorf renoviert.
Inzwischen ist die Statue Unserer Lieben Frau von der Litten in der Pfarrkirche Aspach untergekommen.
Seit vielen Jahren wird die Jungfrau von Litten am Rosenkranzfest in einer Prozession von der Kirche zur Kapelle getragen.

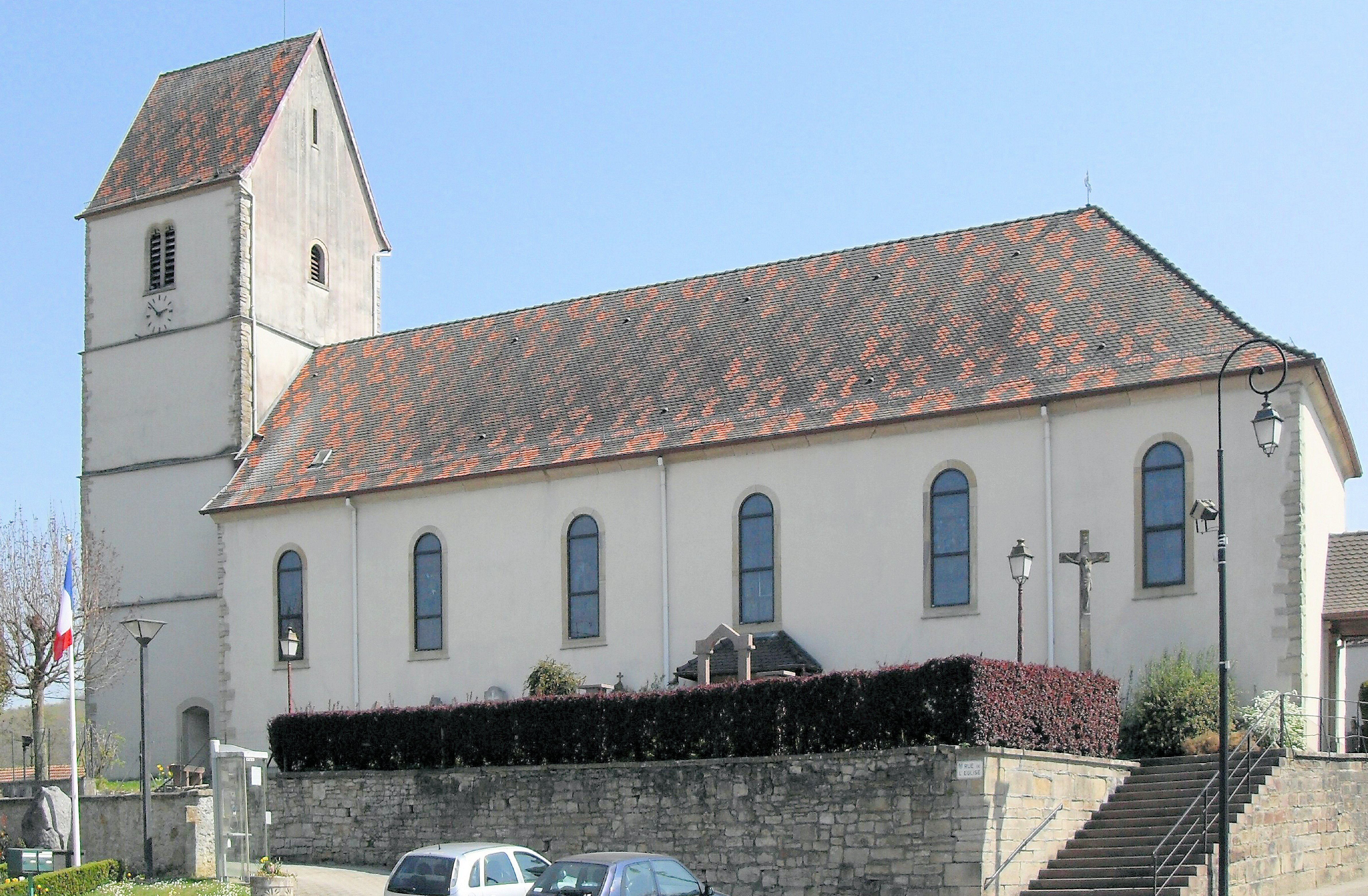
Kirche St. Laurentius
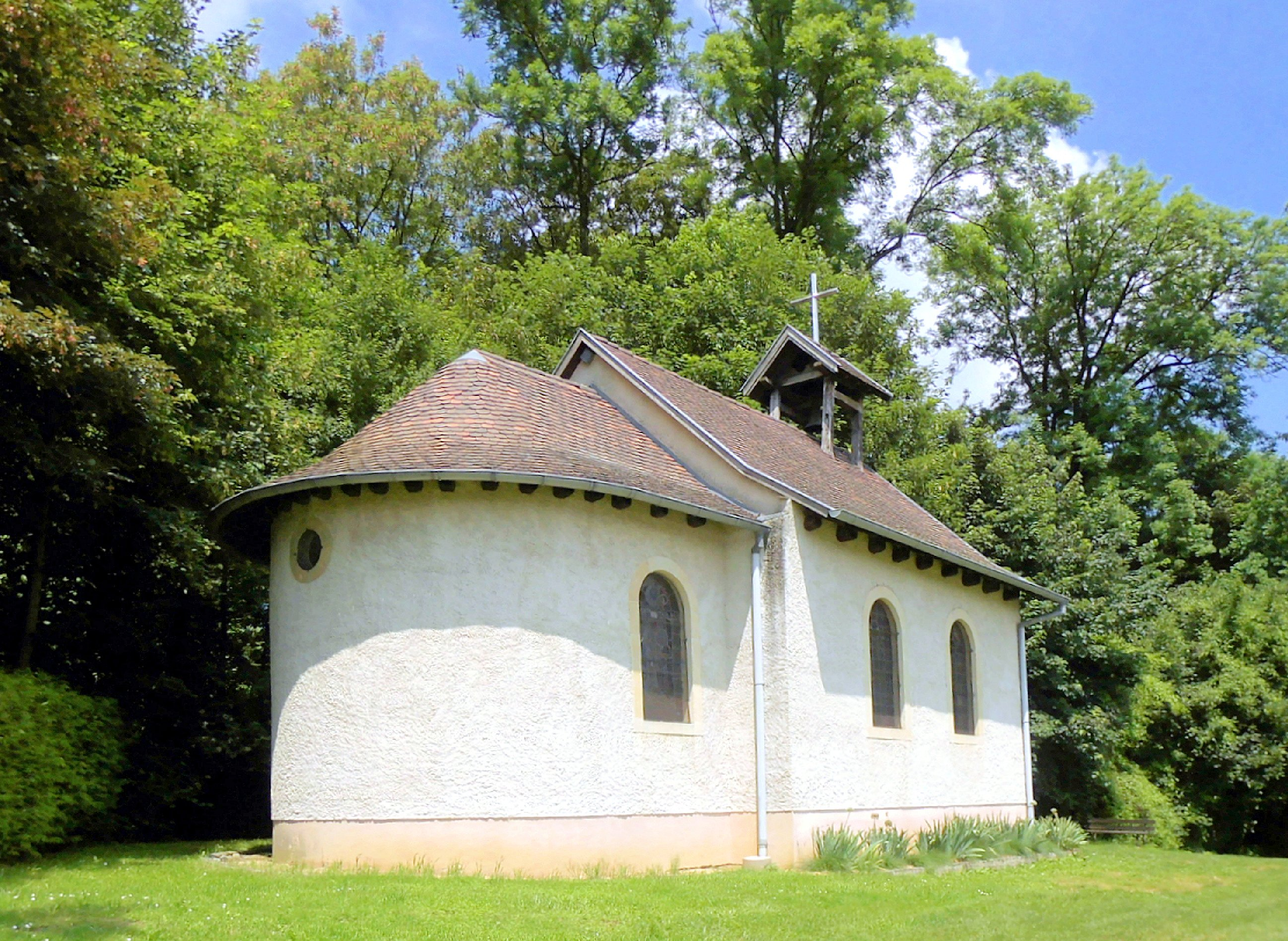
Littenkapelle

## Belege
1. ↑  Michael Paul Urban: La grande excyclopédie des lieux d’Alsace. 2010, S. 114.
2. ↑  Informationen auf einer öffentlich aufgestellten Tafel an der Kapelle